# The Beach Boys Historic Landmark

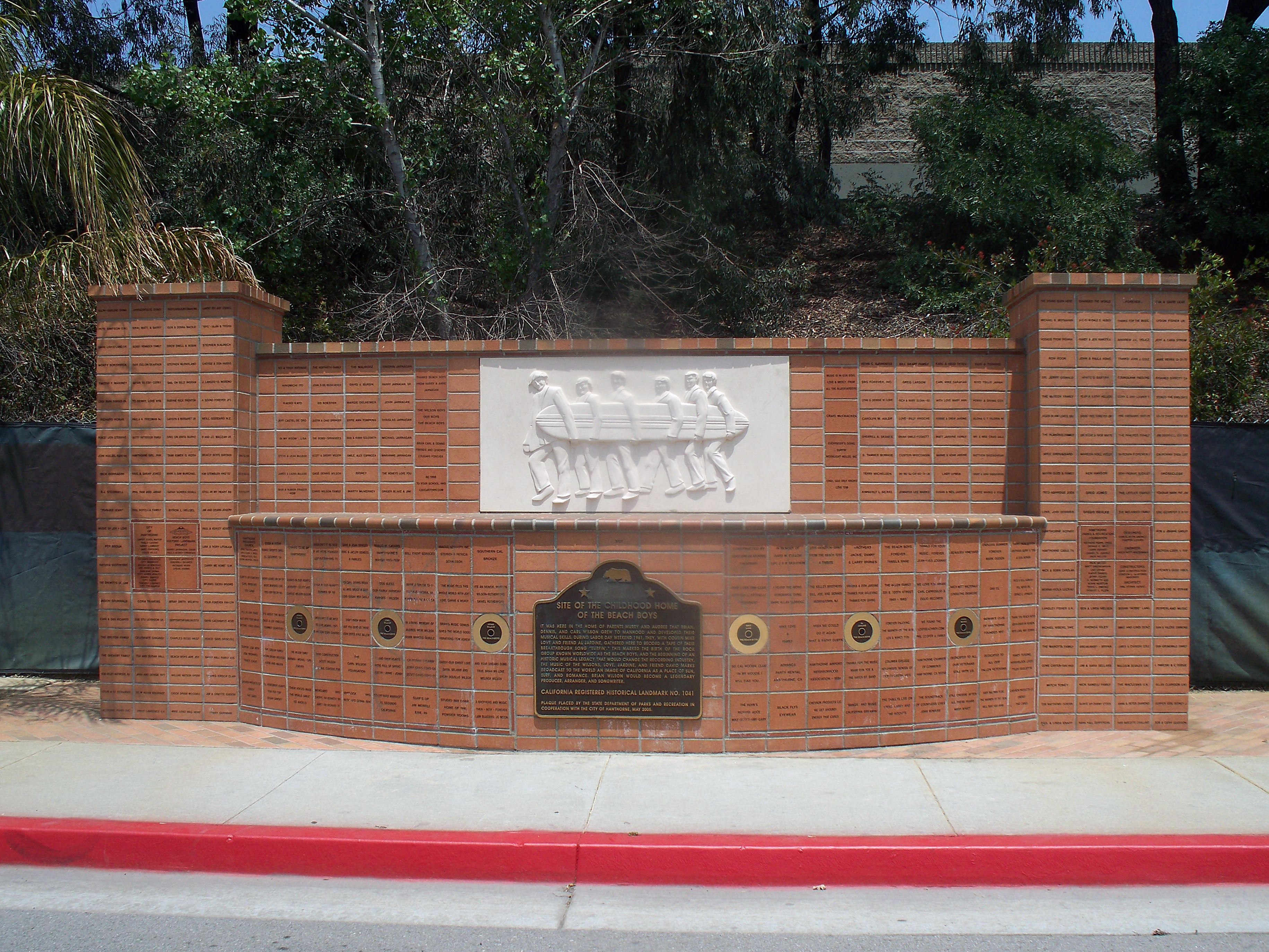
The Beach Boys Historic Landmark está ubicado en el sitio donde estuvo la casa de los Wilson. Se pueden distinguir abajo los seis discos de oro de 45 RPM, cada uno con el nombre de uno de los beach boys, los tres hermanos Wilson a la izquierda, Love, Marks y Jardine a la derecha, arriba se encuentra la placa conmemorativa y la escultura de The Beach Boys sosteniendo una tabla de surf, al estilo de la portada del álbum Surfer Girl.

The Beach Boys Historic Landmark es un monumento que conmemora la casa en la cual los integrantes de The Beach Boys, Brian, Carl y Dennis Wilson vivieron su infancia. Este monumento se localiza en 3701 W. La calle 119, Hawthorne, California, se localiza justo en donde se encontraba la casa de los Wilson, la cual fue derribada para construir la autopista Interestatal 105.

## Historia
Los más notables personajes de la industria musical como Dick Clark y el Salón de la Fama del Rock and Roll, se encontraban entre los que apoyaron el proceso de la construcción del The Beach Boys Historic Landmark. Su condición de Monumento Histórico del Estado de California n.º 1041 fue otorgado por el Estado de California, por medio de la Comisión de Recursos Históricos, en una votación unánime el 6 de agosto de 2004, en Ontario, California, y el monumento fue inaugurado el 20 de mayo de 2005.
La imagen del monumento está basada en la foto de la banda sostenido una tabla de surf del álbum Surfer Girl, no es exactamente la misma ya que en la foto original solo hay cinco miembros del grupo. La formación de The Beach Boys en aquel momento era Brian, Carl y Dennis, su primo Mike Love (quién vivió su infancia de la casa de enfrente) y David Marks. Al Jardine, uno de los guitarristas del grupo, más tarde se reintegraría a la banda poco antes de la partida de Marks. En la base del The Beach Boys Historic Landmark se encuentran seis discos de oro de 45 RPM, cada uno con el nombre de uno de los Beach Boys, los tres hermanos Wilson a la izquierda, Love, Marks y Jardine a la derecha.
Los nombres de los responsables de la construcción del homenaje, fueron los amigos la familia Wilson y miembros de la familia, los ladrillos grabados fueron hechos por Scott Wilson, hijo adoptivo de Dennis.
La placa histórica dice lo siguiente:

Que aquí la casa de la infancia de Brian, Dennis y Carl Wilson donde desarrollaron sus habilidades musicales únicas. Durante un fin de semana de un día de 1961, ellos, su primo Mike Love, y un amigo Al Jardine, reunidos aquí para grabar una cinta de su canción avance "Surfin'". Esto marcó el nacimiento del grupo de rock conocido mundialmente como The Beach Boys y el comienzo de un legado musical histórico. La música de The Beach Boys de difusión al mundo es una imagen de la California de principios de los 60 como un lugar de sol, autos deportivos, surf y el romance.